# Thomas Metzinger

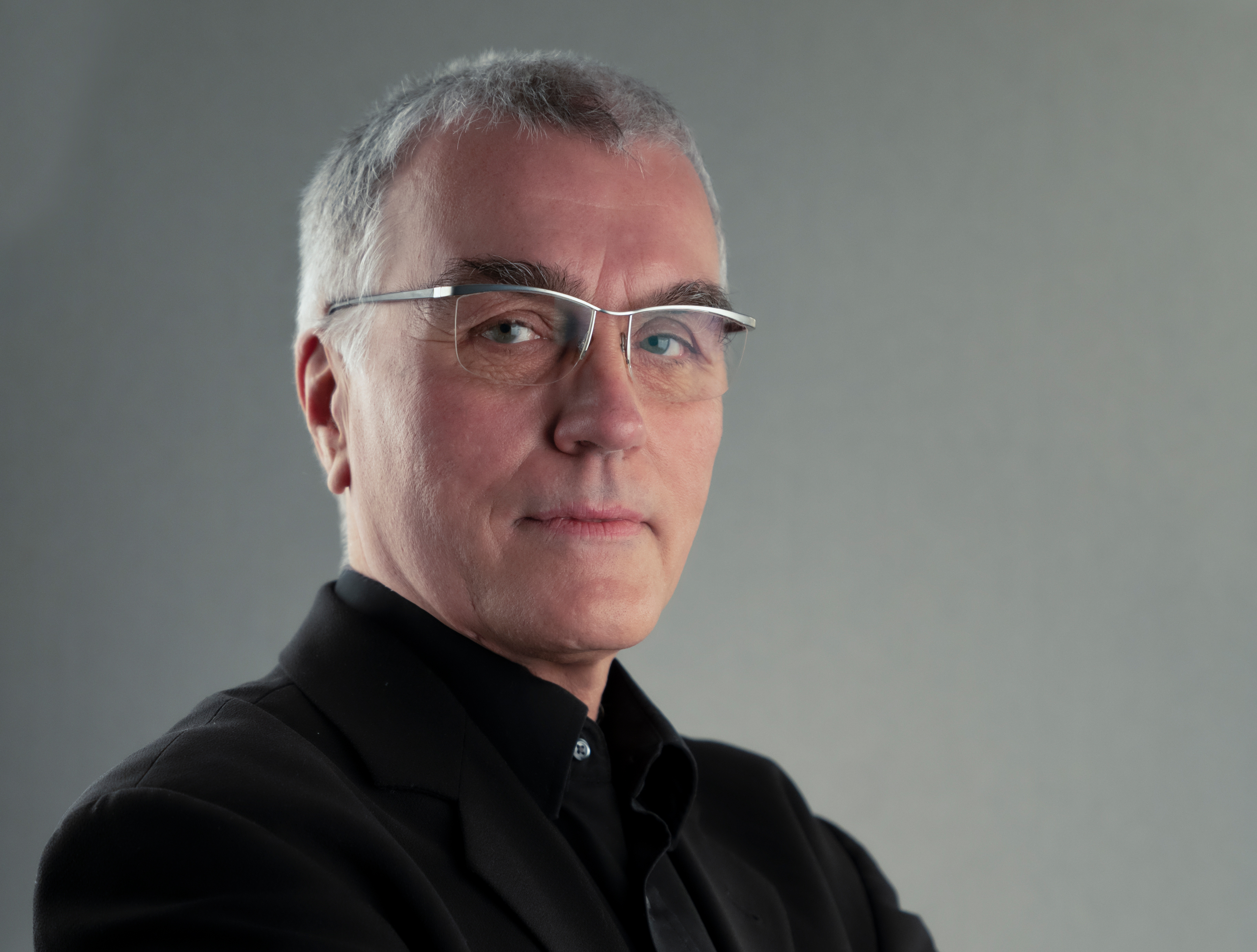
Thomas Metzinger (2022)

Thomas Metzinger (* 12. März 1958 in Frankfurt am Main) ist ein deutscher Philosoph.
Er war bis zum April 2022 Professor für theoretische Philosophie an der Universität Mainz. Seine Hauptarbeitsgebiete sind die Philosophie des Geistes, die Wissenschaftstheorie der Neurowissenschaften und die angewandte Ethik, z. B. der Neurotechnologie, der virtuellen Realität und der Künstlichen Intelligenz.

## Leben
Metzinger studierte Philosophie, Ethnologie und Theologie an der Johann Wolfgang Goethe-Universität in Frankfurt am Main. Er wurde dort 1985 mit einer Arbeit über das Leib-Seele-Problem promoviert. 1992 habilitierte er sich an der Justus-Liebig-Universität in Gießen. 2000 wurde Metzinger als Professor für Philosophie der Kognitionswissenschaft an die Universität Osnabrück berufen, wechselte jedoch noch im selben Jahr an die Universität Mainz.
Metzinger hat die Association for the Scientific Study of Consciousness mitgegründet, war dort von 1995 bis 2008 Vorstandsmitglied und von 2009 bis 2011 Präsident. Von 2005 bis 2007 war er Präsident der deutschen Gesellschaft für Kognitionswissenschaft, ist Adjunct Fellow am Frankfurt Institute for Advanced Studies, von 2019 bis 2024 Präsident der Barbara-Wengeler-Stiftung und Mitglied des Beirates der Giordano-Bruno-Stiftung. Von 2008 bis 2009 war er Fellow am Wissenschaftskolleg zu Berlin. Von 2014 bis 2019 erhielt er ein fünfjähriges Fellowship am Gutenberg-Forschungskolleg. Von 2019 bis 2022 wurde ihm eine Senior-Forschungsprofessur verliehen. Seit 2020 ist Metzinger Mitglied im wissenschaftlichen Beirat des Hans-Albert-Instituts. 2021 wurde ihm die Pufendorf-Medaille verliehen. 2022 wurde er als Mitglied der Sektion Wissenschaftsphilosophie in die Nationale Akademie der Wissenschaften Leopoldina aufgenommen.
2018 wurde er in die High-Level Expert Group on Artificial Intelligence der Europäischen Union berufen, um die europäischen Ethik-Richtlinien für Künstliche Intelligenz zu entwickeln, äußerte sich im April 2019 jedoch zunächst enttäuscht über die ersten Ergebnisse.
Er war Initiator und Koordinator der MIND-Group, einer interdisziplinären Gruppe von Wissenschaftlern und Philosophen, mit dem Ziel der systematischen Nachwuchsförderung durch Zusammenführung und gegenseitige Ergänzung empirischer und philosophischer Ansätze bei der Erforschung des Bewusstseins. 2019 gründete er das MPE-Projekt, bei dem es um ein Minimal-Modell des menschlichen Bewusstseins geht.
Metzinger ist mit Anja Krug-Metzinger verheiratet.

## Werk und Positionen

### Bewusstsein und Theorie des Selbstmodells
Mithilfe philosophischer und kognitionswissenschaftlicher Methoden entwickelte er u. a. die sogenannte „Selbstmodell-Theorie der Subjektivität“, die begriffliche Werkzeuge für eine interdisziplinär ausgelegte Theorie des Bewusstseins bereitstellt. Teil dieses Programms ist auch eine repräsentationalistische Theorie der Subjektivität und der phänomenal erlebten Erste-Person-Perspektive. Allgemein hat sich Metzinger seit vielen Jahren nicht nur in der Forschung, sondern auch in der Nachwuchsförderung für die interdisziplinäre Öffnung der analytischen Philosophie des Geistes und für neue Verbindungen zwischen angewandter Ethik und Philosophie des Geistes eingesetzt.
Metzinger gilt als einer der Philosophen, die am stärksten den Austausch der Philosophie mit den Neuro- und Kognitionswissenschaften suchen. So beschäftigte er sich auf begrifflicher Ebene etwa mit der philosophischen Interpretation der Suche nach neuronalen Korrelaten des Bewusstseins oder mit neuen empirischen Erkenntnissen zur Struktur des körperlichen Selbstbewusstseins, des Mind Wandering oder der Erfahrung des reinen Bewusstseins in der Meditation.
Im Jahr 2009 veröffentlichte er mit Der Ego-Tunnel eine populärwissenschaftliche Darstellung seiner Theorie, die den Anspruch erhebt, für Interessierte außerhalb der akademischen Philosophie und Wissenschaft zugänglich zu sein. In diesem Buch, das in elf Sprachen übersetzt wurde, diskutiert er darüber hinaus die ethischen, kulturellen und sozialen Konsequenzen der Bewusstseinsforschung und ihre Ergebnisse. Eine wesentlich erweiterte Version erschien 2014. 

### Säkulare Spiritualität und intellektuelle Redlichkeit
In einem 2014 veröffentlichten Essay wirft er religiösen Menschen vor, „intellektuell unredlich“ zu sein, da sie „nicht radikal ehrlich sich selbst gegenüber“ seien. Ferner betont Metzinger, dass „das Gegenteil von Religion nicht Wissenschaft“ sondern „Spiritualität“ sei. Er fährt fort: „Nach dem, was sich in der Forschung langsam herauszukristallisieren beginnt, hat die Evolution des Glaubens viel mit der Evolution von nützlichen Formen der Selbsttäuschung zu tun. In der Evolution des Bewusstseins sind nämlich nicht einfach nur immer bessere Wahrnehmungen und immer bessere Formen von Denken und Intelligenz entstanden. Es sind auch nützliche falsche Überzeugungen, positive Illusionen und komplette Wahnsysteme aufgetaucht, die sich möglicherweise deshalb erhalten haben, weil sie letztendlich dazu geführt haben, dass der Fortpflanzungserfolg der betreffenden Wesen anstieg, dass sie also mehr Gene erfolgreich in die nächste Generation kopieren konnten.“ Als Beispiel führt Metzinger an, dass Eltern ihre Kinder als „überdurchschnittlich hübsch und intelligent wahrnehmen“ und zudem behaupten, dass „ihre emotionale Lebensqualität, ihre allgemeine Zufriedenheit und persönliche Sinnerfahrung mit der Elternschaft zugenommen haben“, obgleich empirische Forschung aus der Psychologie zeige, dass „sie in Wirklichkeit eine geringere emotionale Lebensqualität haben als Kinderlose“ und „auch die Zufriedenheit mit der Ehe und dem Lebenspartner schwächer“ sei. Religionen böten zudem „Selbsthilfe zur systematischen Verleugnung der eigenen Sterblichkeit“.

### Bewusstseinskultur und die planetare Krise
Im Jahr 2023 erschien mit Bewusstseinskultur – Spiritualität, intellektuelle Redlichkeit und die planetare Krise ein weiteres populärwissenschaftliches Buch, das sich mit der Idee einer Bewusstseinskultur, säkularer Spiritualität (spiritueller Naturalismus) und der Klimakatastrophe auseinandersetzt. Metzinger prognostiziert darin unter anderem einen kommenden „Panikpunkt“, an dessen Schwelle große Teile der „normalen Bevölkerung“ plötzlich „auch auf emotionaler Ebene“ verstehen werden, dass die Klimakatastrophe real und nun nicht mehr zu stoppen sei. Eine Konsequenz dessen seien weltweite „soziale Verwerfungen“. Dinge würden sich „nach dem Panikpunkt noch weiter beschleunigen“, und es sei mit einer Zunahme des „Öko-Terrorismus“, dem Entstehen immer neuer Verschwörungsmythen, religiöser Bewegungen, Populismus, sowie globaler Migrationsbewegungen und Kriege „zu rechnen“. Eine wissenschaftlich seriöse Vorhersage über den genauen Zeitpunkt des Panikpunktes sei jedoch „unmöglich“ zu machen. Zudem identifiziert Metzinger insgesamt vier Gruppen von „Tätern und Opfern“:
1. Eine kleine Anzahl an Personen, schätzungsweise „1 Million weltweit“, etwa „Oligarchen, Unternehmer der Fossilindustrie, Lobbyisten und Politiker“, die „seit Jahrzehnten genau wissen, was sie tun“ und „bekannte Fakten vorsätzlich und erfolgreich vertuschen“. Metzinger bezeichnet diese Gruppe als „Feinde der Menschheit“.[21] Für diese werde es „jenseits des Panikpunktes schwierig werden“.[20]
2. Am anderen Ende des Spektrums sei „die größte Gruppe“ zu finden. Diese lebe meist „in großer Armut“ und verfüge oft nicht über die „notwendige Bildung, die Fakten über die Klimakatastrophe zu kennen“. Metzinger schätzt diese Gruppe auf „über 3 Milliarden Menschen“. Er prognostiziert, dass Menschen dieser Gruppe „am meisten unter der Klimakatastrophe werden zu leiden haben“, obwohl jeder von ihnen jährlich „weniger Energie verbrauche, als ein durchschnittlicher Kühlschrank in den USA“. Es sei jedoch „eine offene Frage“, wie diese Gruppe nach Überschreitung des „Panikpunktes reagieren werde“.[22]
3. Die dritte Gruppe nennt Metzinger „Freunde der Menschheit“, und fasst unter ihnen all jene zusammen, die „ein Teil der Lösung gewesen sein wollen“. Dazu zählt er zum Beispiel die Aktivisten der Klimabewegung, etwa Fridays for Future. Diese Gruppe gewinne zudem „zunehmend mehr Mitglieder“, weshalb es möglich sei, dass an gewissen Orten auf der Welt die „Einhaltung von Klimazielen erstritten werden könnte“. Jedoch würden diese angesichts der Emissionsdaten, der Rolle von „Schurkenstaaten wie China, Russland, Iran und Saudi-Arabien“, und der Geschwindigkeit, mit der sich das derzeitige (Stand 2023) Zeitfenster schließe, die „Klimakatastrophe nicht verhindern können“.[23]
4. Zuletzt beschreibt Metzinger die vierte, ebenfalls „sehr große“, Gruppe als „privilegierte Bürger reicher und gut gebildeter Nationen und Schwellenländer“, die lange über alle bekannten Fakten verfügten, sich aber „schlafend stellen“ würden (und ergo auch „nicht geweckt werden könnten“). Ihre Mitglieder seien über viele Jahrzehnte „über eine Recycling-Tonne und gelegentliche Kohlenstoffkompensationen“ hinaus nicht bereit gewesen, „ihren Lebensstil zu verändern“. In etwa „fahren sie weiterhin einen SUV“ und „wählten heimlich Klimaleugnerparteien“ wenn es „ihren eigenen Interessen diene“. Metzinger zieht Parallelen zum Zweiten Weltkrieg, indem er prognostiziert, dass Mitglieder dieser Gruppe jenseits des Panikpunktes darauf bestehen werden, „nichts gewusst zu haben“ oder „schon immer Widerstandskämpfer und Ökokrieger“ gewesen zu sein.[24]

Kapitalismuskritik und ähnliche Diskussionen bezeichnet er als „oberflächlich“ und verortet die eigentlichen Ursachen der planetaren Krise in die „gleichzeitige Trägheit physikalischer Systeme, politischer Institutionen und des menschlichen Geistes“ sowie evolutionär entwickelte „Mechanismen der Selbsttäuschung“ (wobei er diesbezüglich auf Forschung des Evolutionsbiologen Robert Trivers verweist). Zu deren Überwindung schlägt Metzinger die „Kultivierung positiver Bewusstseinszustände“ – auch als Alternative zum derzeitigen Wachstumsmodell – vor und fordert diesbezüglich eine gesellschaftliche Debatte. Er kritisiert die Idee eines „grünen Wachstums“ sowie die Rolle der Weltreligionen, die er wiederholt als „adaptive Wahnsysteme“ bezeichnet, und denen er „organisierte Verdrängung“ vorwirft.

### Meditation
Ebenfalls im Jahr 2023 erschien mit Der Elefant und die Blinden ein fast 1000-seitiges Buch über die Entwicklung eines neuen Ansatzes für die Bewusstseinsforschung über die genaue Untersuchung der Erfahrung des reinen Bewusstseins in der Meditation.

### Angewandte Ethik
Ein weiterer Arbeitsbereich Metzingers ist die angewandte Ethik. Dort versucht er Ergebnisse der Anthropologie und der Philosophie des Geistes auf praxisbezogene Debatten anzuwenden. So entstand unter der Leitung von Thomas Metzinger ein zweisprachiges Webportal für Neuroethik mit fachspezifischer Bibliografie. Metzinger war Verbundkoordinator einer Forschungsgruppe, die sich mit ethischen Fragestellungen im Zusammenhang mit Neuroenhancement („Gehirndoping“) auseinandersetzt, das etwa durch Medikamente herbeigeführt wird, die der Verbesserung kognitiver Fähigkeiten dienen sollen (sogenannte Nootropika). Im Rahmen der Diskussion um die Legalisierung von LSD plädiert Metzinger für eine „neue Bewusstseinskultur“, da seiner Meinung nach in einer freien säkularen Gesellschaft nicht nur psychisch traumatisierte Menschen, sondern auch der „normal-traumatisierte“ und „neugierige Bürger“ das Recht haben sollte, durch psychoaktive Drogen „die phänomenalen Räume zu betreten, die sein Gehirn anbietet unter bestimmten Bedingungen. Man kann ihm diesen Zugang nicht versperren“.

## Publikationen

### Monografien
- 1985: Neuere Beiträge zur Diskussion des Leib-Seele-Problems. Peter Lang, Frankfurt am Main, ISBN 3-8204-8927-4.
- 1993: Subjekt und Selbstmodell. Die Perspektivität phänomenalen Bewußtseins vor dem Hintergrund einer naturalistischen Theorie mentaler Repräsentation. mentis, Paderborn, ISBN 3-89785-081-8 (online; PDF; 2,18 MB).
- 2003: Being No One. The Self-Model Theory of Subjectivity. MIT Press, Cambridge, MA., ISBN 0-262-13417-9 (gebunden), ISBN 0-262-63308-6 (Taschenbuch).
- 2009: The Ego Tunnel. The Science of the Mind and the Myth of the Self. Basic Books, New York, ISBN 0-465-04567-7.
- 2009: Der Ego-Tunnel. Eine neue Philosophie des Selbst: Von der Hirnforschung zur Bewusstseinsethik. Berlin Verlag, Berlin, ISBN 3-8270-0630-9 (als E-Book ISBN 978-3-8270-7037-1).
  - 2014: aktual. und erw. 2. Auflage in Piper Taschenbuch, ISBN 978-3-492-30533-4.
- 2023: Bewusstseinskultur – Spiritualität, intellektuelle Redlichkeit und die planetare Krise. Berlin Verlag, Berlin, ISBN 978-3-8270-1488-7.
- 2023: Der Elefant und die Blinden. Berlin Verlag, Berlin, ISBN 978-3-8270-1487-0.
- 2024: The Elephant and the Blind. Cambridge, MA, MIT Press ISBN 978-0-2625-4710-9     (Frei verfügbar als kostenlose Open-Access-Version.)

### Herausgeberschaft
- 1995: Bewußtsein. Beiträge aus der Gegenwartsphilosophie. mentis, Paderborn, ISBN 3-89785-012-5.
- 1995: Conscious Experience. Imprint Academic, Thorverton und mentis, Paderborn, ISBN 0-907845-10-X.
- 2000: Neural Correlates of Consciousness. Empirical and Conceptual Questions. MIT Press, Cambridge (MA), ISBN 0-262-13370-9.
- 2006: Grundkurs Philosophie des Geistes, Band 1: Phänomenales Bewusstsein. mentis, Paderborn, ISBN 3-89785-551-8.
- 2007: Grundkurs Philosophie des Geistes, Band 2: Das Leib-Seele-Problem. mentis, Paderborn, ISBN 3-89785-552-6.
- 2010: Grundkurs Philosophie des Geistes, Band 3: Intentionalität und mentale Repräsentation. mentis, Paderborn, ISBN 978-3-89785-553-3 (Gesamtwerk: ISBN 978-3-89785-554-0).
- 2016 (zusammen mit Jennifer M. Windt): Open MIND – Philosophy and the Mind Sciences in the 21st Century. 2 Bände. MIT Press, Cambridge, MA, LCCN 2015-039692, ISBN 978-0-262-03460-9.
- 2017 (zusammen mit Wanja Wiese): Philosophy and Predictive Processing. MIND Group, Frankfurt am Main, ISBN 978-3-95857-138-9.
- 2020 (zusammen mit Raphaël Millière). Radical Disruptions of Self-Consciousness. MIND Group, Frankfurt am Main, ISSN 2699-0369.

### Ausgewählte Artikel und Buchbeiträge
- 2003: The emergence of a shared action ontology: building blocks for a theory, zusammen mit Vittorio Gallese. In: G. Knoblich, B. Elsner, G. von Aschersleben, T. Metzinger (Hrsg.): Self and Action. Special issue of Consciousness & Cognition, S. 549–571.
- 2003: Phenomenal transparency and cognitive self-reference. Phenomenology and the Cognitive Sciences, S. 353–393.
- 2003: Phänomenale Transparenz und kognitive Selbstbezugnahme. In: U. Haas-Spohn (Hrsg.): Intentionalität zwischen Subjektivität und Weltbezug. mentis, Paderborn, S. 411–459.
- 2003: Why are identity-disorders interesting for philosophers? In: Thomas Schramme, Johannes Thome (Hrsg.): Philosophy and Psychiatry. de Gruyter, Berlin, S. 311–25. Diese Arbeit wurde mit dem Preis für Philosophie in der Psychiatrie 2006 der Deutschen Gesellschaft für Psychiatrie, Psychotherapie und Nervenheilkunde (DGPPN) ausgezeichnet.
- 2004: Précis: Being No One (ZIP; 6,6 MB). In: PSYCHE – An Interdisciplinary Journal of Research on Consciousness, S. 1–35.
- 2005: Out-of-body experiences as the origin of the concept of a “soul” (PDF; 1,6 MB). Mind and Matter, S. 57–84.
- 2005: Die Selbstmodell-Theorie der Subjektivität: Eine Kurzdarstellung in sechs Schritten. In: C. S. Herrmann, M. Pauen, J. W. Rieger, S. Schicktanz (Hrsg.): Bewusstsein: Philosophie, Neurowissenschaften, Ethik. UTB / Fink, Stuttgart, S. 242–269.
- 2006: Being No One – Eine sehr kurze deutsche Zusammenfassung. In: Grundkurs Philosophie des Geistes, Band 1: Phänomenales Bewusstsein, S. 424–475.
- 2006: Conscious volition and mental representation: Towards a more fine-grained analysis. In: N. Sebanz, W. Prinz (Hrsg.): Disorders of Volition. MIT Press, Cambridge (MA), S. 19–48.
- 2007: Video Ergo Sum: Manipulating bodily self-consciousness, zusammen mit B. Lenggenhager, T. Tadi und O. Blanke. Science, 317, S. 1096–1099.
- 2008: Empirical perspectives from the self-model theory of subjectivity: A brief summary with examples. In: Rahul Banerjee, Bikas K. Chakrabarti (eds.): Progress in Brain Research, 168. Elsevier, Amsterdam, S. 215–246.
- 2009: Full-body illusions and minimal phenomenal selfhood, mit O. Blanke. In: Trends in Cognitive Sciences 13(1), S. 7–13.
- 2010: The No-Self-Alternative (11. Kapitel). In: S. Gallagher (Hrsg.): Oxford Handbook of the Self. Oxford University Press, Oxford (UK), S. 277–294.
- 2011a; mit Elisabeth Hildt: Cognitive Enhancement. In: J. Illes, B.J. Sahakian (eds.): Oxford Handbook of Neuroethics. Oxford, UK: Oxford University Press, Oxford (UK), S. 245–264.
- 2013a: Why are dreams interesting for philosophers? The example of minimal phenomenal selfhood, plus an agenda for future research. In: Frontiers in Psychology. Band 4, 2013, ISSN 1664-1078, S. 746, doi:10.3389/fpsyg.2013.00746 (englisch).
- 2013b: The Myth of Cognitive Agency. Frontiers in Psychology, Band 4, S. 931.
- 2014d: First-order embodiment, second-order embodiment, third-order embodiment: From spatiotemporal self-location to minimal phenomenal selfhood (Chapter 26). In: Lawrence Shapiro (ed.): The Routledge Handbook of Embodied Cognition. Routledge, London, S. 272–286.
- 2015c, mit Jennifer M. Windt: What does it mean to have an open mind? General Introduction to Open MIND-collection. MIND Group, Frankfurt am Main, ISBN 978-3-95857-104-4.
- 2015t: M-Autonomy. Journal of Consciousness Studies, 22 (11–12), S. 270–302.
- 2016c: Suffering. In: Kurt Almqvist, Anders Haag (eds.): The Return of Consciousness. Axel and Margaret Ax:son Johnson Foundation, Stockholm.
- 2017e: The Problem of Mental Action: Predictive Control without Sensory Sheets. In: T. Metzinger, W. Wiese (eds.): Philosophy and Predictive Processing. MIND Group, Frankfurt am Main.
- 2018a: Towards a Global Artificial Intelligence Charter. In: Europäisches Parlament (ed.): Should we fear artificial intelligence? PE 614.547.
- 2018f: Why is virtual reality interesting for philosophers? Frontiers in Robotics and AI 5: 292. doi:10.3389/frobt.2018.00101.
- 2019: Dretske on Transparency. In: M. Frauchiger (ed.): Themes from Dretske (= Lauener Library of Analytical Philosophy, ed. by W. K. Essler, D. Føllesdal, and M. Frauchiger, vol. 6). De Gruyter, Berlin/Boston.
- 2020: Minimal phenomenal experience: Meditation, tonic alertness, and the phenomenology of “pure” consciousness. In: Thomas Metzinger, Raphaël Millière: Radical Disruptions of Self-Consciousness. Special Issue of Philosophy and the Mind Sciences, 1(I), 7 (doi:10.33735/phimisci.2020.I.46).
- 2021: Artificial Suffering: An Argument for a Global Moratorium on Synthetic Phenomenology. Journal of Artificial Intelligence and Consciousness, 8 (1), 1-24.doi:10.1142/S270507852150003X.
- 2022: Towards a global artificial intelligence charter. In S. Vöneky, S., P. Kellmeyer, O. Müller & W. Burgard (Hrsg.), The Cambridge Handbook of Responsible Artificial Intelligence: Interdisciplinary Perspectives Cambridge: Cambridge University Press. doi:10.1017/9781009207898.013.

### DVD-Set
- 2009: Philosophie des Bewusstseins – 15 Vorlesungen an der Johannes-Gutenberg-Universität Mainz vom Wintersemester 2007/8, Auditorium-Netzwerk, 5 DVDs.